# 鄭郊
鄭郊（?—?），字牧仲，莆田（今福建莆田县）人。

## 生平
七歲讀《毛诗》、《史记》，常被視為狂士，崇祯八年（1635年），為諸生。黃道周說他：“鄭牧仲一日千里，未易才也。”入清後，遯跡於壺公山之南泉，號南泉居士，以遗民自守，專心寫作。與葉后詔、黃驤陛、林蘭友、徐孚遠等結為方外七友。康熙四年（1665年）五月，孚遠哭逝，由鄭郊和張密经纪其丧。卒年不詳。著有《注易》十七卷、《史统》百四十五卷等。

## 家族
父郑泾。弟鄭郟。